# Архимандрит Пајсије (Танасијевић)
Архимандрит Пајсије (рођен Петар Танасијевић; околина Сребренице, 18. април или 7. јул 1957 − Београд, 20. јул 2003) био је архимандрит Српске православне цркве и игуман манастира Хиландар и Прохор Пчињски.

## Биографија
Архимандрит Пајсије је рођен као Петар, треће дете у породици Сретена и Милеве Танасијевића, у околини Сребренице, на Велики четвртак (18. април) 1957. године. Након основне школе, завршио је монашку школу у манастиру Острог 1976. године, са одличним успехом. По одслужењу војног рока, под вођством оца Јована (Радосављевића) и након посете Светој гори, одлучио се за монашки позив. Године 1978. је примљен за искушеника у Хиландару, а у монашки ред га ја примио тадашњи епископ рашко-призренски Павле, у манастиру Високи Дечани, на Преображење 1979. године.
Пајсије потом одлази на Свету Гору, у манастир Хиландар, где је био члан Сабора стараца, а 1988. године је изабран за  протоса Свете Горе. Након што је у Хиландару поново уведен положај игумана, 1990. године, постаје први модерни и најмлађи игуман Хиландара.
У Србију се враћа 1993. године, где је постављен за игумана манастира Прохор Пчињски, где ради на обнављању духовног живота на југу Србије. Са бројим братством и сестринством оживљава више манастира у епархији врањској, укључујући манастир Пантелејмон у Лепчинцу, Св. Стефан у Горњем Жапском, Св. Ђорђе у Горњем Пунушевцу и Успења Пресвете Богородице Мртвици.
Године 2002. је оболео од рака мозга, и након вишемесечне борбе са болешћу, преминуо 20. јула 2003. у Београду и сахрањен три дана касније у порти манастира Прохор Пчињски.